# Ratusz w Pucku
Ratusz w Pucku – budynek leżący w sercu miasta Pucka, siedziba władz miejskich. Obecny ratusz został wybudowany w 1865 roku w stylu neogotyckim według projektu Blaurocka z Wejherowa, w pierzei wschodniej rynku. W sali konferencyjnej na pierwszym piętrze często są organizowane wernisaże i pokazy kolekcjonerskie.